# Rio 2
Rio 2 é um filme 3D animado por computador norte-americano dos gêneros musical e comédia, produzido pela 20th Century Fox Animation e pela Blue Sky Studios. Dirigido por Carlos Saldanha, é a sequência do filme de animação por computador Rio, lançado em 2011. O título refere-se ao município do Rio de Janeiro, localizado no Brasil, onde o filme é ambientado. O filme apresenta as vozes de Jesse Eisenberg, Anne Hathaway, will.i.am, Jamie Foxx, George Lopez, Tracy Morgan, Bruno Mars, Jemaine Clement, Leslie Mann, Rodrigo Santoro e Jake T. Austin. O filme foi lançado nos cinemas brasileiros em 27 de março de 2014. Uma semana depois foi lançado em Portugal.
O diretor Carlos Saldanha manteve a possibilidade do Rio 3 aberta. Em 2014, ele declarou: "Claro, tenho muitas histórias para contar, então estamos [começando a] nos preparar para isso."
Em 25 de outubro de 2019, após a aquisição da 21st Century Fox pela Disney , foi anunciado que um spin-off centrado em Nico e Pedro estava em desenvolvimento para Disney+ .

## Enredo
Blu, Jade e seus três filhotes, Carla, Bia e Tiago, levam uma vida domesticada feliz no Rio de Janeiro. Mas Jade começa a temer que as crianças não saibam viver como pássaros de verdade, então a família embarca em uma aventura na Floresta Amazônica, onde eles encontram uma mistura variada de personagens nascidos na Selva. Após a chegada, a família se depara com o pai de Jade há muito tempo perdido. Enquanto Blu tenta se adaptar com os novos vizinhos, ele se preocupa em perder Jade e as crianças para o mundo selvagem, mas as coisas pioram quando eles percebem que o seu habitat amazônico está sob ameaça quando Nigel, o velho inimigo de Blu e Jade, está de volta para se vingar. Blu, Jade e todos os seus amigos irão levar o público a mais risos, a novos personagens engraçados, música, e mais ação, à medida que descobrimos que Blu é capaz de tudo para salvar a sua família.

## Personagens
- Blu: como uma ararinha-azul. Um dia perfeito para o Blu é fazendo panquecas na companhia de Jade e seus três filhos, e descansando no sofá enquanto assistem a um jogo de futebol. Mas quando eles descobrem que podem existir mais araras azuis por aí, Blu, relutantemente, concorda em embarcar em uma viagem para a Amazônia, para ajudar a encontrá-las. Enquanto o restante da família abraça essa aventura e quer ficar lá para sempre, Blu luta para esconder seu desconforto e percebe que voltar para o Rio vai ser mais difícil do que pensava.
- Jade: como uma ararinha-azul. Apesar de estar feliz com Blu e as crianças no Rio, Jade está animadíssima com a aventura na selva para que ela e sua família possam finalmente deixar as comodidades humanas de lado e viver como verdadeiros pássaros. A viagem acaba se transformando em algo mais intenso do que ela esperava quando reencontra seu pai. É óbvio que Blu está tendo dificuldades para adaptar-se ao ambiente selvagem, deixando Jade dividida entre ficar com o seu pai na Amazônia ou voltar com o Blu para o Rio.
- Carla: como uma ararinha-azul. Carla é a mais valente e sapeca dos três filhos de Blu e Jade, que prefere ficar ouvindo seu iPod do que ficar com a família. Apesar de no começo não ter gostado da ideia das férias selvagens em família, ela logo descobre que seus dois tios legais, Nico e Pedro, estão indo junto para caçar algum novo talento, então de repente, ela vê potencial nessa viagem. Carla floresce quando encontra uma maneira de ajudar nesse caça de talentos e ser jurada nas audições.
- Tiago: como uma ararinha-azul. Tiago é o filho mais novo de três minutos, e o único menino. Se algo precisa ser explorado ou destruído, ele é o único a quem recorrer. Sempre disposto para aventuras, Tiago está pronto para explorar a natureza.
- Bia: como uma ararinha-azul. Bia é inteligente como seu pai, sempre com um livro na mão, para checar fatos e figuras. Mas quando vai para a Amazônia, ela se inspira por sua beleza e intensidade. Pela primeira vez, ela larga o livro e aproveita a vida colorida em ao seu redor.
- Nico e Pedro: Nico como um canário-da-terra e Pedro como um cardeal. Quando descobrem que Blu e Jade estão a caminho da Amazônia, Nico e Pedro decidem pegar carona e descobrir novos talentos para o Carnaval que se aproxima. A aventura transforma-se em um Ídolos da Selva quando essa dupla entrevista novos animais (alguns com talentos, outros sem), todos com gingado da selva.
- Rafael: como um tucanuçu. Sempre pronto para uma aventura, especialmente quando se trata de ter uma pausa de sua família, Rafael corre para se juntar à viagem para a Amazônia, uma vez que ele percebe que seu amigo provavelmente vai precisar de sua ajuda. Conforme aumenta a preocupação de Blu, de que ele não seja um bom pássaro para Jade, o simples conselho de Rafael 'esposa feliz, vida feliz' inspira Blu para tentar abraçar a natureza.
- Eva: como um tucanuçu. É a esposa desafinada de Rafael.
- Luiz: como um buldogue. Luiz tenta ajudar Nico e Pedro com a suas audições no Rio. Infelizmente, ele geralmente mais atrapalha que ajuda
- Roberto: como uma ararinha-azul. Amigo de infância de Jade e o filho que Eduardo nunca teve, Roberto é o Fábio Júnior das araras azul - um pássaro carismático em todos os sentidos, e exatamente o oposto do Blu. Parece que não há nada que Roberto não pode fazer. Com uma envergadura impressionante, canta, dança e faz todas as mulheres desmaiarem, fazendo com que Blu se sinta incrivelmente inadequado. Mas Roberto tem um segredo e quando Blu descobre, há uma mudança marcante em sua dinâmica.
- Eduardo: como uma ararinha-azul. Eduardo é o pai de Jade, é também o chefe das ararinhas-azuis da Amazônia. Eduardo revela-se um grande obstáculo para o genro Blu.
- Mimi: como uma ararinha-azul. Mimi é a irmã mais velha, engraçada e auto-proclamada conselheira de Eduardo. Enquanto o grupo de Araras respeita, teme Eduardo e obedecem a todas a suas regras, Mimi é a única que tem coragem de desafiá-lo e dizer o que pensa. Mimi amavelmente recebe Blu e Jade de braços abertos e tenta amenizar o conflito entre Blu e Eduardo.
- Nigel: como uma cacatua-de-crista-amarela. Apesar de ter perdido a maior parte de suas penas, vestindo uma jaqueta estilo Elisabetiano e agora voa como uma galinha, nosso vilão favorito, a cacatua, está de volta. Encontramos em um mercado na Amazônia onde está relegado prevendo o futuro para os turistas. Mas o público é sempre uma audiência e Nigel sobe ao palco com o charme de Shakespeare. De qualquer forma, assim que ele vê Blu e sua família voar sobre sua cabeça, Nigel encontra uma nova razão para viver, se vingar daqueles pássaros azuis culpados pela sua miséria.
- Carlitos: como um tamanduá. Carlitos é um grande tamanduá mudo com um chapéu coco, cuja pelagem faz parecer que ele usa um colete. Ele foi forçado a sapatear para os turistas até que Nigel o libertou. Ele fará quase tudo por formigas (as formigas vermelhas o deixam louco). Ele se transforma no músculo de Nigel na saga para encontrar Blu e arruinar sua vida.
- Gabi: como uma rã. Gabi é uma pequena, rosa, fofa, mas venenosa rã admiradora de Nigel. Ela sabe que é difícil o amor de uma rã com um pássaro, principalmente porque seu toque poderá matá-lo, mas ela está animadíssima para juntar-se a Nigel em sua busca por vingança. Ela pode ser pequena, mas tem um grande coração de vilão. Na maior parte do filme ela é venenosa, mas no final do filme é descoberto pela filha de Blu, Bia que ela não é venenosa.
- Felipe: A Arara-Vermelha Que Aparenta Ter Uma Certa Rivalidade Com Eduardo Devido Disputa De Terras Na Amazônia, Ele Também Sabe Jogar Futebol.
- Tininha: A Babá Dos Filhos De Blu, Que Aparece No Início Amarrada Nos Fogos De Artifício.
- Linda: Linda, uma garota diferente de Minnesota se acostumou a sua vida no Rio com o seu amigo Blu, e novo marido e colega de trabalho Túlio. Quando ela e Túlio vão às profundezas da Amazônia para procurar outras araras azuis, termina encontrando um grande perigo que ameaça toda floresta. Sua rapidez e coragem serão exatamente o que precisa para superar os obstáculos que estão pela frente.
- Túlio: Túlio, um ornitólogo peculiar, mas brilhante, continua seu trabalho de pesquisa e preservação das aves do Brasil. Sua curiosidade e entusiasmo alcançam novas alturas quando ele e sua amada esposa e colega Linda viajam para a Amazônia e fazem a descoberta de uma vida - Blu e sua família podem não ser os últimos de sua espécie![7]
- Fernando: Fernando, um garoto de aproximadamente 12 anos é pobre e sem família, que foi adotado por Linda e Túlio. O personagem aparece no começo do filme por uns 3 segundos.
- Chefão: O Homem Que Destrói A Floresta Amazônica E Destrói Os Habitats Dos Animais.
- Repórter: como uma âncora de notícias.

## Dublagem brasileira
- Blue: Gustavo Pereira[8]
- Jade: Adriana Torres[8] / Jullie (canções)
- Tulio: Rodrigo Santoro[8]
- Linda: Silvia Salusti[8]
- Nigel: Guilherme Briggs[8]
- Rafael: Luiz Carlos Persy[8]
- Tiago: Yago Machado[8]
- Bia: Bruna Lanes[8]
- Carla: Ana Elena Bittencourt[8]
- Nico: Alexandre Moreno[8]
- Pedro: Mauro Ramos[8]
- Luiz: Júlio Chaves[8]
- Gaby: Sheila Dorfman[8]
- Roberto: Manolo Rey[8]
- Fernando: Cadu Paschoal[8]
- Chefão: Ronaldo Júlio[8]
- Eva: Bebel Giberto[8]

## Produção
Em entrevista, após a nomeação do filme original para o Oscar de Melhor Canção Original, Sérgio Mendes disse que o filme provavelmente teria uma continuação e que Carlos Saldanha está planejando para ser lançado em 2014, poucos meses antes da Copa do Mundo, que será realizada no Brasil. Além disso, um porta-voz dos estúdios 20th Century Fox disse que o estúdio mostrou interesse em transformar o Rio em uma franquia.
"Acho que o plano é o filme ser lançado três ou quatro meses antes da Copa do Mundo. A Fox está interessada. Vamos ter uma reunião na próxima semana, e Carlos Saldanha está vindo para a cidade e já tem uma história preparada"— Sérgio Mendes, 25 de janeiro de 2012.
Variety afirma que Carlos Saldanha assinou oficialmente um contrato de cinco anos com a 20th Century Fox, o que lhe permite fazer filmes live-action ou animados, e também sequências, sendo parte do acordo contratual.

## Música
A trilha sonora de Rio 2, ficou por conta do inglês John Powell. que já havia trabalhado na trilha sonora do primeiro filme. Em 26 de dezembro de 2013, foi divulgada a música "What is love" cantada por Janelle Monáe, que fez parte da trilha sonora de Rio 2. a trilha sonora de Rio 2 foi esperada com grande expectativa já que a trilha do primeiro filme foi bastante elogiada pelos críticos e recebendo até uma indicação ao Oscar de "Melhor Canção Original", com a música "Real in Rio".
"O filme tem músicas incríveis que farão Rio 2 ser muito bom", disse Bruno Mars.

### Trilha sonora
| Rio 2: Music from the Motion Picture |                                      | |         |  |
| N.º                                  | Título                               | Artista(s)                                                                                         | Duração |  |
| 1.                                   | "What Is Love"                       | Janelle Monáe                                                                                      | 3:31    |  |
| 2.                                   | "Rio Rio" (com B.o.B)                | Ester Dean                                                                                         | 2:41    |  |
| 3.                                   | "Beautiful Creatures"                | Barbatuques, Andy García e Rita Moreno                                                             | 2:07    |  |
| 4.                                   | "Welcome Back"                       | Bruno Mars                                                                                         | 1:08    |  |
| 5.                                   | "Ô Vida"                             | Carlinhos Brown e Nina de Freitas                                                                  | 1:47    |  |
| 6.                                   | "It's a Jungle Out Here" (com Uakti) | Philip Lawrence                                                                                    | 3:59    |  |
| 7.                                   | "Don't Go Away" (com Uakti)          | Anne Hathaway e Flávia Maia                                                                        | 2:38    |  |
| 8.                                   | "Batucada Família"                   | Carlinhos Brown, Siedah Garrett, Jamie Foxx, Rachel Crow, Amy Heidemann, Andy García e Rita Moreno | 2:42    |  |
| 9.                                   | "Poisonous Love"                     | Kristin Chenoweth e Jemaine Clement                                                                | 3:30    |  |
| 10.                                  | "I Will Survive"                     | Jemaine Clement e Kristin Chenoweth                                                                | 1:51    |  |
| 11.                                  | "Bola Viva"                          | Carlinhos Brown                                                                                    | 3:22    |  |
| 12.                                  | "Favo de Mel"                        | Milton Nascimento                                                                                  | 3:08    |  |
| 13.                                  | "It's a Jungle Out Here"             | Philip Lawrence                                                                                    | 4:00    |  |
| 14.                                  | "What Is Love"                       | Janelle Monáe, Anne Hathaway, Jesse Eisenberg, Jamie Foxx e Carlinhos Brown                        | 2:43    |  |
| Duração total:                       | Duração total:                       | Duração total:                                                                                     | 39:07   |  |

## Divulgação
Em 3 de fevereiro de 2014, foi lançado um comercial para divulgação do filme nos canais de televisão americana e nos intervalos comerciais do Super Bowl. No comercial Bruno Mars, Janelle Monáe, Jamie Foxx e will.i.am falam sobre o processo de dublagem.